# Марісоль (телесеріал)
«Марісоль» (ісп. Marisol) — мексиканська теленовела виробництва компанії Televisa. У головній ролі — Еріка Буенфіль. Прем'єрний показ відбувся на каналі Las Estrellas 22 січня — 9 серпня 1996 року. Римейк теленовели «Весільний марш» (1977).

## Сюжет
Марісоль Ледесма Гарсес дель Вальє, юна наївна дівчина, мешкає разом зі своєю хворою матір'ю Софією і заробляє на життя продаючи паперові квіти на вулицях Мехіко. В дитинстві Марісоль поранилася скалками розбитого дзеркала і з тих пір має на щоці шрам, який ховає під пасмом волосся. Її залицяльник Маріо лише вдає, що кохає її, а насправді просто виманює у неї всі зароблені гроші. Перед смертю матір повідомляє їй, що багатий сеньйор дон Алонсо Гарсес дель Вальє доводиться їй, Софії — батьком, а Марісоль — дідом, що роки тому вона покинула рідній дім, бо дон Алонсо був проти її шлюбу з батьком дівчини. Марісоль не сприймає серйозно слова матері, вважаючи розказане витвором уяви тяжко хворої жінки. Випадково вона знайомиться з молодим художником Хосе Андресом Гарсесом дель Вальє, і той представляє її своєму дідові дону Алонсо, який носить на руці каблучку, — точну копію тієї, що залишила їй у спадок Софія. Ампаро, мати Хосе Андреса, одразу незлюбила Марісоль, а дізнавшись, що та є онукою дона Алонсо, робить усе, щоб завадити їй отримати половину спадщини. Ампаро має таємницю — колись вона обманом змусила одружитися з собою Леонардо, старшого сина дона Алонсо, сказавши йому, що вагітна від нього. Насправді ж біологічним батьком Хосе Андреса є адвокат Маріано Руїс, найкращий друг Леонардо, який всі ці роки залишається коханцем Ампаро.

## У ролях
- Еріка Буенфіль — Марісоль Ледесма Гарсес дель Вальє / Вероніка Соріано
- Едуардо Сантамарина — Хосе Андрес Гарсес дель Вальє Педроса / Руїс Педроса
- Клаудія Іслас — Ампаро Педроса Лопес де Гарсес дель Вальє
- Енріке Альварес Фелікс — Леонардо Гарсес дель Вальє
- Аарон Ернан — дон Алонсо Гарсес дель Вальє
- Емма Лаура — Росана Вальверде
- Давид Остроскі — Маріано Руїс
- Пілар Монтенегро — Сулема Чавес
- Серхіо Басаньєс — Маріо Суарес Мальдонадо
- Алехандро Ібарра — Пако Суарес Мальдонадо
- Сокорро Бонілья — донья Росіта Мальдонадо де Суарес
- Роміна Кастро — Мімі Кандела де Суарес
- Герман Роблес — Басіліо Гонсалес
- Вероніка Лангер — Кармен Педроса Лопес
- Пауліна Ласарено — Алехандра
- Хуліта Марішаль — Долорес
- Альберто Маяготтія — Рубен Лінарес
- Іветт — Каміла Лінарес
- Хосе Марія Торре — Даніель Лінарес
- Гільєрмо Муррай — доктор Альваро Лінарес
- Ана Марія Агірре — Ребекка
- Алехандра Прокуна — Малу
- Ампаро Гаррідо — Констанца
- Бланка Торрес — Бланка
- Лаура Флорес — Сандра Лухан
- Крістіан Руїс — Хосе Марія Гарсес дель Вальє Ледесма / Чема
- Рене Варсі — Ванесса Гарсес дель Вальє Ледесма
- Раймундо Капетільйо — Дієго Монтальво
- Марікармен Вела — донья Андреа де Монтальво
- Гільєрмо Гарсія Канту — Рауль Монтемар
- Тереза Туччіо — Сабріна Монтемар
- Хаїр де Рубін — Даніель Мартінес
- Анастасія — Йолі
- Алехандра Меєр — донья Лоренса
- Гільєрмо Рівас — дон Томас
- Лусія Гільмаїн — Ромуальда Мартінес
- Коко Ортіс — Раймунда Мартінес
- Ядіра Сантана — Маріанна
- Лаура Форастьєрі — Вілма
- Ірма Лосано —  Софія Гарсес дель Вальє
- Альберто Інсуа — Альфредо Ледесма
- Чао — Оскар
- Оскар Маркес — Леонель Вільянуева
- Грельда Кобо — Анхеліка
- Антоніо Де Карло — Росендо
- Серрана — Тереза
- Ніккі — Хесус
- Гвадалупе Боланьйос — Доріна Капуччі
- Маркос Вальдес — доктор Сальвадор Сальдівар
- Франсіско Хав'єр — Альберто Монтьєль
- Альма Роса Аньйорве — Дебора де Вальверде
- Тео Тапія — Родольфо Вальверде
- Родольфо Аріас — Ніколас Міхарес
- Мішель Маєр — Росаріо (Чаїто)
- Нора Веласкес — Петра
- Луана — Хлоя
- Шерлін — Софія Гарсес дель Вальє Ледесма
- Антоніо Ескобар — Ларрі Гарсія
- Рафаель Перрін — детектив Агілар
- Рауль Валеріо — доктор Ередія
- Віктор Лосада — Тото
- Абігайль Мартінес — Хеновева
- Хорхе Сантос — доктор Самуель Рейна
- Нандо Естеване — Сільвано Суарес
- Марко Антоніо Карвільйо — Омар
- Флор Паян — Есмеральда (Меліта)
- Нієвес Мохас — Ерлінда
- Сорайя — Гвадалупе
- Марія Прадо — донья Чанкла
- Фернандо Лосано — Себастьян
- Адріана Чапела — Клара
- Джудіт Грейс — Карола
- Еммануель Ортіс — Клаудіо
- Ненсі Курієль — Кармін
- Хесус Очоа — дон Фортунато
- Мануель Авіла Кордова — доктор Сантос
- Мануель Бенітес — сеньйор Моралес
- Хосе Луїс Авенданьйо — Серафін
- Алісія де Лаго — Клеотільде
- Авріль Кампільйо — Теофіла де Гамбоа
- Ектор Фуентес Леон — Хуліан
- Марія Мармолехо — Альтаграсія #1
- Маріанна Рівера — Альтанрасія #2
- Бернард Сейферт — Ганс
- Альберто Сееман — доктор Сільва
- Фернандо Сарфаті — ліценціат Кабрера
- Офелія Гільмаїн — Саміра
- Габріела Соломон — Домітіла
- Мігель Серрос — Бальєстерос
- Маріо Суарес — Кіхано
- Анхелес Бальванера — Лола
- Сільвія Рамірес — Соня
- Мартін Рохас — Маноло
- Ектор Альварес — доктор Гарсія
- Енріке Іглесіас — у ролі самого себе
- Вероніка Гальярдо — у ролі самої себе
- Артуро Пеніче — Хуан Вісенте Морелос

## Номінації
TVyNovelas Awards (1997)
- Номінація на найкращу акторку (Еріка Буенфіль).
- Номінація на найкращого актора (Едуардо Сантамарина)[1].

## Інші версії
- 1969 — Покинута (ісп. Abandonada), венесуельська теленовела. У головних ролях Марина Баура і Рауль Амундарай.
- 1977 — Весільний марш (ісп. Marcha nupcial), мексиканська теленовела виробництва Televisa. У головних ролях Альма Мурієль і Карлос Піньяр.
- 2002 — Марісоль (порт. Marisol), бразильська теленовела виробництва компанії Sistema Brasileiro de Televisão. У головних ролях Барбара Пас і Карлос Касагранде.